# Lebrija (Kolumbien)
Lebrija ist eine Gemeinde (municipio) im Departamento Santander in Kolumbien.

## Geographie
Lebrija liegt in der Provinz Soto im Norden von Santander auf einer Höhe von 1055 Metern und hat eine Jahresdurchschnittstemperatur von etwa 24,5 °C. Lebrija liegt ungefähr 15 km von Bucaramanga entfernt. An die Gemeinde grenzen im Norden Rionegro, im Westen Sabana de Torres, im Süden und Osten Girón.

## Bevölkerung
Die Gemeinde Lebrija hat 42.000 Einwohner, von denen 20.607 im städtischen Teil (cabecera municipal) der Gemeinde leben (Stand: 2019).

## Wirtschaft
Der wichtigste Wirtschaftszweig ist die Landwirtschaft. In Lebrija werden insbesondere Früchte angebaut wie Ananas, Mandarine, Limette, Orange, Maracuja, Guanábana und Avocado.

## Verkehr
In Lebrija befindet sich der heutige Flughafen von Bucaramanga, der Flughafen Bucaramanga-Palonegro.